# ちょっとマイウェイ
『ちょっとマイウェイ』は日本で制作されたテレビドラマ。日本テレビ系列で「グランド劇場」として、1979年10月13日から1980年3月29日にかけて毎週土曜日21時から21時54分の枠で放送された。原則1話完結型で全25回。桃井かおり主演。

## 概要
南代官山にあるレストラン“ひまわり亭”を舞台にしたコメディドラマである。出演者同士の軽妙な掛け合いや、桃井かおりの独特で男っぽいセリフ回しが話題を呼んだ。また新人グループのパル（PAL）が歌う主題歌「夜明けのマイウェイ」もヒットし、当時ベストテン入りを果たした。劇中でも挿入歌として計9曲のパルの曲が使われている。根強いファンの運動もあって、2006年に初めてDVD化された。
オープニングには漫画家の倉多江美のイラストを使用、倉多作品に度々出てくるキャラクター「ゴミドリくん」も登場する。オープニングは5話から若干の変更が加えられた。
放送当時は日本テレビ系列が少なく、他の系列局でも同時ネット・または遅れネットで放送されていた。フジテレビ系列の沖縄テレビでは、日曜22:30-23:24に15日遅れで放送していた。TBS系列の長崎放送（同時ネット）・新潟放送・信越放送・北陸放送・大分放送・熊本放送・宮崎放送・南日本放送でも放送されていた。

## あらすじ
舞台は現在(放送当時の1979年)の代官山、浅井三姉妹が経営する老舗の洋食レストラン「ひまわり亭」。近隣に大手レストランチェーンが出店、更にコック・ウエイトレスが引き抜かれて経営の危機になってしまう。廃業を決意する次女の大石伸江(既婚)に対して、実質店長の男勝りな三女浅井なつみ(主人公・未婚)は新たなスタッフを募集する。集まったメンバーは腕は立つが気性が荒く店を転々と渡ってきたシングルファザーの堀田康吉（チーフ・コック）、やたら奥様料理に拘る伸江の夫の弟の大石常夫（コック）、バカップルな米沢誠（コック）と牧野真弓(ウエイトレス)、それに加え、唯一店に残ったやる気のない不愛想な野村和子（ウエイトレス）と、個性豊かなメンバー。さらに天然のドジっ子で足を引っ張る長女の浅井朋子(離婚して出戻り)、なつみに片思いでいろいろとちょっかい出すケツニ、「ひまわり亭」に融資している信用金庫に勤める常夫の弟の大石満、なつみの親友で同居人の川村カツ子が加わりてんやわんや。なつみは「ひまわり亭」の再建に試行錯誤をするものの今回も結局赤字か・・・・

## 出演
- 浅井なつみ（浅井家三女）：桃井かおり
- 川村カツ子（なつみの親友）：研ナオコ
- 堀田康吉（チーフ・コック）：緒形拳
- 浅井朋子（浅井家長女）：八千草薫
- 大石伸江（浅井家次女）：結城美栄子
- 大石定夫（伸江の夫・大石家長男 / ひまわり亭に同居し最寄駅勤務）：犬塚弘
- 大石常夫（大石家の次男 / コック）：赤塚真人
- 大石満（大石家の三男 / 信用金庫勤務）：神田正輝
- 米沢誠（コック）：秋野太作
- 牧野真弓（ウエイトレス）：岸本加世子
- 野村和子（ウエイトレス）：左時枝
- 前橋一男（なつみの幼馴染 / 通称ケツニ）：峰竜太
- 堀田タカシ（康吉の息子）：熊谷康二
- 大石久美子（伸江と定夫の娘）：牛崎照美
- 森本（レストラン・スター支店長）：高橋長英

## スタッフ
- チーフ・プロデューサー：溝口至
- プロデューサー：清水欣也
- 脚本：鎌田敏夫、那須真知子、鴨居達比古、金子成人、猪又研吾、柏倉敏之、清水邦夫、他
- 演出：吉野洋、池田義一、雨宮望
- 音楽：荒木一郎
- イラスト：倉多江美
- アニメ：木下蓮三
- 料理指導：石鍋裕
- 製作：日本テレビ

## 主題歌&サウンドトラック盤

### 主題歌
- 「夜明けのマイウェイ」パル（キングレコード）、作詞・作曲：荒木一郎／編曲：桜庭伸幸

### サウンドトラック盤
- 「カリフォルニア・グレープフルーツ、フレッシュ・オレンジ・ジュース」パル（キングレコード）

1. カリフォルニア・グレープフルーツ、フレッシュ・オレンジ・ジュース etc. (Introduction)
2. 夜明けのマイウェイ
3. 灯りを消して…
4. ラジコン・ブルース
5. 噴水のある風景
6. プリテンダー
7. 街 〜南代官山一丁目〜
8. カリフォルニア・グレープフルーツ、フレッシュ・オレンジ・ジュース etc.
9. 孤独なフリッパー
10. AY YAI YAI YAI
11. ラジコン・ブルース (Ending)

## 放送リスト
| 話数 | 放送日          | サブタイトル                   | 脚本       | 演出     | ゲスト                               | 視聴率 |
| ---- | --------------- | ------------------------------ | ---------- | -------- | ------------------------------------ | ------ |
| 1    | 1979年 10月13日 | わたしが来たから安心よッ       | 鎌田敏夫   | 吉野洋   |                                      | 12.8%  |
| 2    | 10月20日        | 人生はキャッチボールよ         | 鎌田敏夫   | 吉野洋   |                                      | 12.0%  |
| 3    | 10月27日        | 株式会社"ひまわり亭"よ!        | 金子成人   | 吉野洋   | 和沢昌治、池田まさる、園田裕久       | 10.9%  |
| 4    | 11月3日         | 青春はマラソンダンスよ         | 猪又憲吾   | 吉野洋   | パル、大矢兼臣                       | 12.2%  |
| 5    | 11月10日        | 南代官山戦争!                  | 鎌田敏夫   | 池田義一 | 高橋長英、西田健                     | 12.9%  |
| 6    | 11月17日        | オレンジシャーベットサービスよ | 猪又憲吾   | 吉野洋   | 加藤嘉、近藤宏、草間正吾             | 12.9%  |
| 7    | 11月24日        | 男は女のお荷物よ               | 柏倉敏之   | 池田義一 | 内藤武敏                             | 9.4%   |
| 8    | 12月1日         | 涙ながらのラジコンブルースよ   | 清水邦夫   | 吉野洋   | 高橋長英                             | 8.0%   |
| 9    | 12月8日         | やせたい人への特製ランチよ     | 鴨井達比古 | 吉野洋   | 滝田ゆう、石濱朗                     | 10.6%  |
| 10   | 12月15日        | またメチャメチャになっちゃうよ | 鎌田敏夫   | 池田義一 | 小林昭二、緋多景子、大塚博堂         | 12.1%  |
| 11   | 12月22日        | ノゾキの心理わかるわよ         | 清水邦夫   | 吉野洋   | 浜村純                               | 12.7%  |
| 12   | 12月29日        | 誰かが私を愛してたのよ         | 鎌田敏夫   | 吉野洋   | 川口敦子、牧よし子、うえだ峻、高月忠 | 14.5%  |
| 13   | 1980年 1月5日   | '80年バラ色の夜明けよ          | 鎌田敏夫   | 池田義一 | 高田敏江                             | 13.4%  |
| 14   | 1月12日         | 休日はさまよえる青春よ         | 那須真知子 | 池田義一 | 赤座美代子                           | 15.5%  |
| 15   | 1月19日         | 男と女はあの一瞬よ             | 猪又憲吾   | 吉野洋   |                                      | 15.6%  |
| 16   | 1月26日         | わたしを犯人にしないでよ       | 鴨井達比古 | 池田義一 |                                      | 14.9%  |
| 17   | 2月2日          | 結婚行進曲が聞えてくるわよ     | 清水邦夫   | 吉野洋   | 高橋長英                             | 15.9%  |
| 18   | 2月9日          | 私の占い、凶と出たのよ         | 鎌田敏夫   | 池田義一 |                                      | 14.6%  |
| 19   | 2月16日         | 女を売りものにしないわよ       | 那須真知子 | 吉野洋   | 熊谷美由紀                           | 15.0%  |
| 20   | 2月23日         | オトコも自立しなさいよ         | 鎌田敏夫   | 雨宮望   | 木内みどり                           | 16.7%  |
| 21   | 3月1日          | 今日は涙のお見合い日よ         | 鴨井達比古 | 吉野洋   | 立石凉子、佐々木すみ江               | 14.3%  |
| 22   | 3月8日          | さみしい女王様はゴメンだよ     | 那須真知子 | 池田義一 |                                      | 14.4%  |
| 23   | 3月15日         | 女の好奇心が燃えたのよ         | 清水邦夫   | 吉野洋   | 竜崎勝                               | 17.5%  |
| 24   | 3月22日         | 今回は、愛の告白大会よ         | 鎌田敏夫   | 吉野洋   |                                      | 18.1%  |
| 25   | 3月29日         | みんな、みんな、やさしかったよ | 鎌田敏夫   | 吉野洋   |                                      | 19.3%  |

## エピソード
- 日本テレビの「番組対抗かくし芸大会(1980年1月2日)」で撮影のセットの舞台裏をVTRで紹介、劇中に毎回出てくる電車の正体はパンタグラフのみを台車に乗せた大道具だった。

- 安倍なつみは、安倍の母親がこのドラマのファンであったことから、主人公・浅井なつみにちなんで「なつみ」と名付けられた。

- 爆笑問題の二人ともこのドラマのファンであった。日大在学中に後に太田光夫人となる松永光代にその話をしたところ「私、その番組に出てた」との返事に二人とも驚いたという。ただし、本編中に出演が確認できるシーンはない。

- 神田正輝とプロデューサーの清水欣也は1987年10月から1988年1月まで放送のドラマ『恋はハイホー!』（菊池桃子主演）で再共演している。